# Ren Ziwei
Ren Ziwei (* 3. Juni 1997 in Harbin) ist ein chinesischer Shorttracker.

## Werdegang
Ren trat international erstmals im März 2014 bei den Juniorenweltmeisterschaften in Erzurum in Erscheinung. Dort gewann er die Bronzemedaille über 1500 m und die Goldmedaille mit der Staffel. Im folgenden Jahr holte er bei den Juniorenweltmeisterschaften in Osaka über 1000 m und mit der Staffel jeweils die Silbermedaille. Im Shorttrack-Weltcup debütierte er im Dezember 2015 in Nagoya und belegte dabei den 26. Platz über 1500 m und den 21. Rang über 1000 m Beim folgenden Weltcup in Shanghai holte er über 1500 m seinen ersten Weltcupsieg. Bei den Juniorenweltmeisterschaften 2016 in Sofia gewann er über 1500 m die Silbermedaille und im Mehrkampf, über 1000 m, im 1500-m-Superfinale und mit der Staffel jeweils die Goldmedaille. In der Saison 2016/17 siegte er im Weltcup in Salt Lake City und in Shanghai jeweils mit der Staffel. Bei den Weltmeisterschaften 2017 in Rotterdam holte er die Silbermedaille mit der Staffel. Im Februar 2017 gewann er bei den Winter-Asienspielen in Sapporo die Goldmedaille mit der Staffel. In der Weltcupsaison 2017/18 wurde er in Budapest Zweiter und in Dordrecht Dritter mit der Staffel. Sein bestes Einzelergebnis in der Saison war der vierte Platz in Seoul über 500 m. Beim Saisonhöhepunkt, den Olympischen Winterspielen 2018 in Pyeongchang, holte er mit der Staffel über 5000 m die Silbermedaille. Im Lauf über 500 m wurde er Sechster. Im März 2018 gewann er bei den Weltmeisterschaften in Montreal die Silbermedaille über 500 m.
In der Saison 2018/19 erreichte Ren mit dem dritten Platz über 1000 m in Calgary und den zweiten Rang in Salt Lake City über 1000 m, den zehnten Platz im Weltcup über 500 m und den vierten Rang im Weltcup über 1000 m. Zudem siegte er in Calgary mit der Mixed-Staffel und errang in Salt Lake City den zweiten Platz mit der Staffel. Bei den Weltmeisterschaften 2019 in Sofia gewann er die Bronzemedaille über 500 m und die Silbermedaille mit der Staffel. Im Mehrkampf errang er dort den achten Platz. In der folgenden Saison holte er drei Siege davon zwei mit der Staffel und zwei dritte Plätze und belegte damit den sechsten Platz im Weltcup über 1500 m.

## Weltcupsiege

### Weltcupsiege im Einzel
| Nr. | Datum             | Ort       | Disziplin |
| --- | ----------------- | --------- | --------- |
| 1.  | 13. Dezember 2015 | Shanghai  | 1500 m    |
| 2.  | 8. Februar 2020   | Dresden   | 1500 m    |
| 3.  | 31. Oktober 2021  | Nagoya    | 1000 m    |
| 4.  | 20. November 2021 | Debrecen  | 1500 m    |
| 5.  | 27. November 2021 | Dordrecht | 1500 m    |

### Weltcupsiege im Team
| Nr. | Datum             | Ort              |
| --- | ----------------- | ---------------- |
| 1.  | 13. November 2016 | Salt Lake City 1 |
| 2.  | 11. Dezember 2016 | Shanghai 1       |
| 3.  | 4. November 2018  | Calgary 2        |
| 4.  | 9. November 2019  | Montreal 3       |
| 5.  | 1. Dezember 2019  | Nagoya 4         |
| 6.  | 24. Oktober 2021  | Peking 5         |
| 7.  | 21. November 2021 | Debrecen 6       |

## Persönliche Bestzeiten
- 500 m      40,032 s (aufgestellt am 22. Februar 2018 in Gangneung)
- 1000 m    1:23,019 min (aufgestellt am 4. November 2018 in Calgary)
- 1500 m    2:13,781 min (aufgestellt am 13. Dezember 2015 in Shanghai)
- 3000 m    5:04,748 min (aufgestellt am 18. März 2018 in Montreal)